# Claude Ribbe

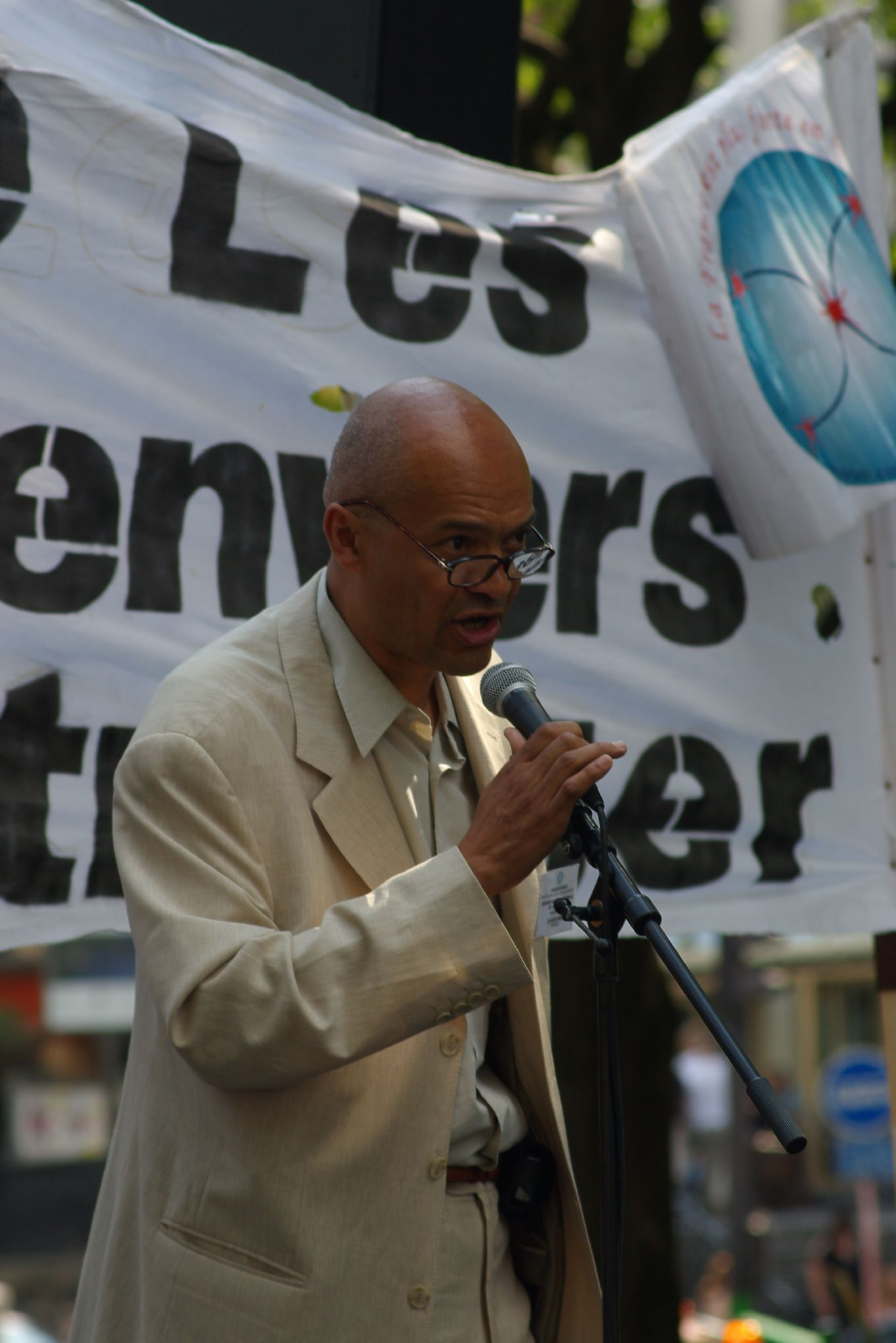
Claude Ribbe

Claude Ribbe (Parijs, 13 oktober 1954) is een Franse filosoof en lid van de Franse mensenrechtencommissie. In zijn controversiële boek 'Le Crime de Napoléon' (2005) beweerde Ribbe, dat Napoleon en niet de nazi's de eerste was die gaskamers gebruikte om massaal mensen te doden. Het boek veroorzaakte in Frankrijk een kleine politieke en academische storm toen het verscheen en is tot op de dag van vandaag omstreden.
In het boek beschrijft hij de wreedheden van de Franse koloniale bezettingsmacht in Haïti en Guadeloupe tegenover de zwarte bevolking rond 1800. De bevolking in Haïti moest slavenarbeid verrichten en toen zij daartegen onder leiding van Toussaint L'Ouverture in opstand kwam, zond Napoleon Bonaparte een leger van 10.000 man om deze hard neer te slaan. In 1802 begon Napoleon een programma van etnische zuivering: gemengde huwelijken werden verboden. Verder beval hij het doden van zo veel mogelijk zwarten van twaalf jaar en ouder. De Fransen vermoordden 100.000 zwarte slaven in primitieve gaskamers ('etouffiers') in schepen door ze met zwavel van vulkanen te vergassen (het zwavel werd verbrand, waardoor het giftige zwaveldioxide ontstond). In hetzelfde jaar werd een leger van 3000 man naar Guadeloupe gestuurd, dat eveneens slachtingen aanrichtte.

## Boeken
- Le Cri du Centaure, 2001
- Alexandre Dumas, le dragon de la reine. 2002
- L'Expédition, 2003
- Le Chévalier de Saint-George, 2003
- Une saison en Irak, 2005
- Le Crime de Napoléon, 2005
- Les Nègres de la République, 2006
- Le Nègre vous emmerde: Pour Aimé Césaire, 2008